# Елеонора Шарлота от Курландия
Елеонора Шарлота Кетлер от Курландия (на немски: Eleonore Charlotte Kettler von Kurland; * 11 юни 1686, Митау, Курландия; † 28 юли 1748, Беверн) от династията Кетлер, е принцеса от Курландия и чрез женитба херцогиня на Брауншвайг-Беверн (1735 – 1746).

## Живот
Тя е втората дъщеря на херцог Фридрих II Казимир Кетлер от Курландия (1650 – 1698) и първата му съпруга му графиня София Амалия фон Насау-Зиген (1650 – 1688), дъщеря на граф Хайнрих фон Насау-Зиген.
Елеонора Шарлота се омъжва на 4 (5) август 1714 г. в Байройт за херцог Ернст Фердинанд фон Брауншвайг-Волфенбютел-Беверн (1682 – 1746). Той умира през 1746 г. в Брауншвайг. Тя умира на 28 юли 1748 г. на 62 години в Беверн.

## Деца
Елеонора Шарлота и Ернст Фердинанд имат 13 деца:
- Август Вилхелм (1715 – 1781)
- Кристина София (1717 – 1779), ∞ маркграф Фридрих Ернст фон Бранденбург-Кулмбах (1703 – 1762)
- Фридерика (1719 – 1772)
- Георг Лудвиг (1721 – 1747)
- Ернестина (1721)
- Фридрих Георг (1723 – 1766)
- Амалия (1724 – 1726)
- Карл Вилхелм (1725)
- Фридрих Август (1726 – 1729)
- Мария Анна (1728 – 1754)
- Фридрих Карл Фердинанд (1729 – 1809), датски генерал-фелдмаршал, женен 1782 за принцеса Анна Каролина фон Насау-Саарбрюкен (1751 – 1824)
- Йохан Антон (1731 – 1732)